# Био, Жан-Батист
Жан-Бати́ст Био́ (фр. Jean-Baptiste Biot; 21 апреля 1774, Париж — 3 февраля 1862, Париж) — французский учёный, физик, геодезист и астроном.
Член Парижской академии наук (1803; associé non résidant de la 1ère Classe de l'Institut national: 1800), Французской академии (1856), иностранный член Лондонского королевского общества (1815), почётный член Петербургской академии наук (1819).

## Биография
Родился в семье сына министра финансов Франции. Отец синолога Эдуарда-Констана Био. После блестящего окончания курса в Лицее Людовика Великого 19-летний Био поступил в военную службу и участвовал в боевых действиях на стороне Северной армии. В сентябре 1794 года Конвентом был утверждён закон об организации школы, получившей впоследствии название Политехнической школы, во главе которой стоял, хотя и не считался президентом, известный геометр Монж. Био по возвращении из армии поступил в числе первых слушателей в эту школу. Политические страсти того неспокойного времени проникли и в Политехническую школу и мешали правильному ходу занятий. Ученики школы принимали участие 13 вандемиера IV года в инсуррекции против правительства и были арестованы; в их числе находился и Жан-Батист. Ему угрожало по меньшей мере исключение, но благодаря заступничеству Монжа эта опасность была устранена.
Вскоре после успешного окончания курса наук Батист был назначен профессором в Центральную школу в Бове, а в 1800 году занял кафедру математической физики в Коллеж де Франс и был выбран в члены-корреспонденты математического отделения Института; через три года после того он стал действительным членом этого учёного учреждения. Основаниями к его выбору послужили тринадцать работ и два следующих сочинения: «Analise de la Mécanique céleste de Laplace» (Париж, 1808, in 8) и «Traité analytique des courbes et des surfaces du second degré» (Париж, 1802, in 8). Вскоре он написал проникнутое республиканским духом сочинение «Essai sur l’histoire général des sciences pendant la Révolution» (Париж, 1803, in 8), подарившее ему большую литературную известность; когда Институт был приглашён участвовать в провозглашении Наполеона Бонапарта императором, Био смело протестовал против вмешательства учёного общества в чисто политические дела.
В августе 1804 года Био и Гей-Люссак поднимались на воздушном шаре, достигнув высоты 3400 метров. В следующем году он сопровождал Декандоля и Бонплана в горы Юра и Альпы, а в 1806 году вступил в число членов Бюро долгот. Био отправился в Испанию в сопровождении молодого тогда учёного Араго для окончания геодезических измерений дуги меридиана, проходящего через Францию и Балеарские острова. Эта работа, закончившаяся измерением большого треугольника, соединяющего острова Ивису и Форментеру с берегом Испании, сопровождалось большими практическими затруднениями, о которых так живо рассказывает Араго в своей «Histoire de ma jeunesse» («Истории моей юности»).  Бо́льшая доля трудностей выпала на долю Араго, который остался один в Испании во время военных действий, а Био в 1807 году вернулся во Францию; однако был случай, когда и жизнь Био подверглась в Испании серьёзной опасности.
В 1808 и 1809 годах он определил длину секундного маятника в Бордо и Дюнкирхене. В 1809 году Био был назначен профессором астрономии.
В 1817 году он совершил поездку в Шотландию, в том числе на Шетландские острова, с геодезической опять же целью; в следующем году для продолжения той же работы он опять ездил в Дюнкирхен, а в 1824 и 1825 годах — в Италию, Сицилию, Форментеру и Барселону. Важные заключения, к которым привело его изучение всех данных, полученных им во время его вышеперечисленных поездок, заключались в том, что действие земного притяжения не одинаково на одной и той же параллели и что оно изменяется неравномерно вдоль одного и того же меридиана. Эти результаты были изложены им в «Записке о фигуре Земли» (Mémoire sur la figure de la terre), представленной им Академии наук в 1827 году.

## Астрономия, геодезия, математика

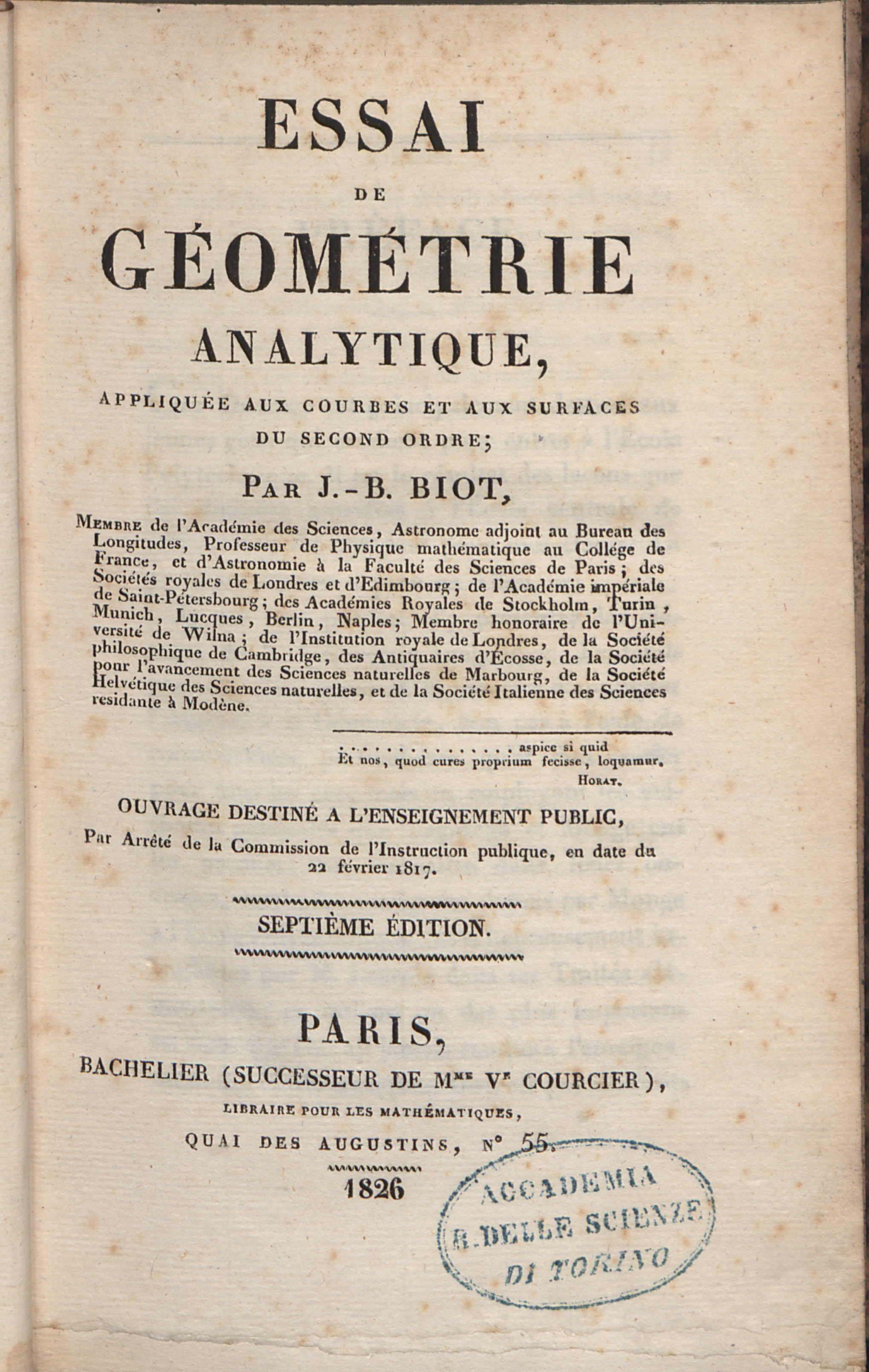
Essai de géométrie analytique, 1826

Другие главнейшие его работы по астрономии и геодезии: «Recueil d’observations gèodesiques, astronomiques et physiques, exécutées en Espagne et en Ecosse, en collaboration avec Arago» (Париж, 1821, in 4°); «Recherches sur plusieurs points de l’astronomie égyptienne, appliquée aux monuments astronomiques trouvés en Egypte» (Париж, 1823); «Recherches sur l’ancienne astronomie chinoise» (Париж, 1840 г., in 4); «Traité élémentaire d’astronomie physique» (Париж, 1805, 3 т., 1841). По математике и механике, кроме вышеупомянутого «Traité analytique des courbes», Био написал «Recherches sur l’intégration des équations différentielles partielles et sur les vibrations des surfaces» (Париж, 1803); «Notions élémentaires de Statique».

## Физика
Первым его исследованием по предмету поляризации света (1812) было «Mémoire sur de nouveaux rapports entre la réflexion et la polarisation de la lumière par les corps cristallisés» (Mém. de l’Inst., section des sciences, т. XII). За этой работой последовало около тридцати других, посвящённых изучению связи между молекулярным строением тел и свойствами проходящего через эти тела света, обуславливающими явление его поляризации. Био также внёс вклад в различные разделы физики, отражённый как в специальных статьях, так и в созданном им курсе физики, неоднократно переиздававшемся «Traité de physique expérimentale et mathématique» (4 т., Париж, 1816); «Précis élémentaire de physique expérimentale» (Париж, 1817; 3-е изд., 2 тома, 1823).
Важнейшие открытия Био в оптике: свойство турмалина раздваивать лучи света, поляризовать их и поглощать один из них и законы вращения плоскости поляризации плоскополяризованного света кварцем и различными жидкостями. Последнее послужило средством для открытия сахаристых веществ в соках различных растений и разделения сахара по оптическим свойствам на две разновидности. Это же явление используется в медицине при диагностике диабета. Био написал историю своего открытия со всеми его последствиями и приложениями в работе, помещённой в «Annales de Chimie et de Physique» (1860).
Био вместе с Саваром провели в 1820 г. исследование магнитных полей, текущих по тонким проводам различной формы. Полученные ими экспериментальные данные легли в основу формулы, выведенной Лапласом для магнитной индукции поля, создаваемого элементом тока длины dl. Эта формула носит название закона Био — Савара — Лапласа.
Среди работ Био — труды о молекулярных силах, о нематериальности теплоты, работы по теплопроводности, обработка математическим путём опытов по тепловому расширению тел, по распределению магнетизма в магнитах и многое другое, особенности гипотезы о свойствах световых частиц.
Теории Био вызывали новые усилия сторонников теории светового эфира, которые в конце концов и обеспечили ей нынешнее решительное преобладание. Сам Био хотя и признавал успехи своих противников, но не сдался на их доводы и не признал волнообразных колебаний эфира даже и в третьем издании своей «Физики».

## Разнообразие трудов
В «Biographie universelle de Michaud» им помещены биографии Декарта, Франклина, Галилея и Ньютона; отдельно изданы жизнеописания Лапласа, Флемстеда и др.
Все его критические и биографические статьи и путешествия собраны в отдельном издании: «Mélanges scientifiques et littéraires» (Париж, 3 тома, 1858).
Из отдельно изданных трудов надо отметить: «Mèmoire sur la vraie constitution de l’atmosphère terrestre» (Париж, 1841); «Tables barométriques portatives» (1811); «Discours sur Montaigne» (1812); «Lettres sur l’approvisionnement de Paris et sur le commerce de grains» (Париж, 1835).
Последний по времени его труд (1861), касающийся астрономии у индийцев и китайцев, был им предпринят в память безвременно скончавшегося его сына Эдуарда Констана, астронома и синолога.
Радикальные воззрения его юности преобразовались до такой степени, что дали возможность графу Шамбору писать о Био на другой день после его смерти: «Он был первоклассным учёным, христианином первых времён и одним из самых преданных моих друзей».

## Память
В 1935 г. Международный астрономический союз присвоил имя Био кратеру на видимой стороне Луны. В честь Био названа редко используемая единица силы тока био в системе единиц СГСБ (сантиметр-грамм-секунда-био).
В честь учёного был назван также минерал биотит.